# Плита рифа Конвей

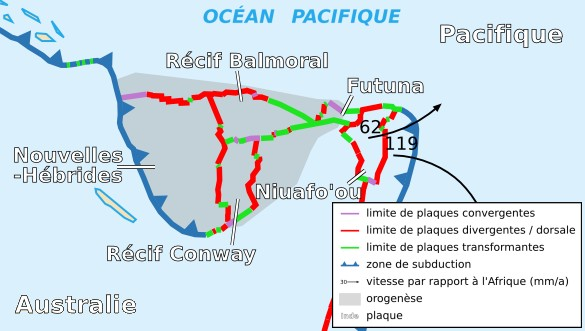
Расположение Плиты рифа Конвей

Плита рифа Конвей — тектоническая микроплита. Имеет площадь 0,01585 стерадиан. Обычно рассматривается в составе Тихоокеанской плиты.
Расположена на юге Тихого океана западнее Фиджи. На западе она имеет конвергентную границу с Новогебридской плитой. На востоке конвергентная граница, а на юге трансформная с Индо-Австралийской плитой. На севере короткая трансформная граница с плитой рифа Балморал.